# Bambusa pallida
Bambusa pallida är en gräsart som beskrevs av William Munro. Bambusa pallida ingår i släktet Bambusa och familjen gräs. Inga underarter finns listade i Catalogue of Life.